# Euploea nautilus
Euploea nautilus är en fjärilsart som beskrevs av Martin 1915. Euploea nautilus ingår i släktet Euploea och familjen praktfjärilar. Inga underarter finns listade i Catalogue of Life.